# Michel Conil-Lacoste
Pour les articles homonymes, voir Conil et Lacoste.
Michel Conil-Lacoste est un écrivain, journaliste et critique d'art français né le 18 juillet 1923 à Paris où il est décédé le 15 février 2004.

## Biographie
Après des études de lettres, de philosophie et d'ethnologie, il a été lecteur à l'Université du Caire et correspondant du journal Le Monde pour les affaires étrangères. Haut fonctionnaire de l'Unesco pendant une vingtaine d'années à Paris, il y sera notamment chef de cabinet du directeur général René Maheu et chargé de la Campagne de sauvegarde de Florence et Venise. Il écrira à ce titre pour l'UNESCO un ouvrage qui fait référence: "Sauver Venise". Il est aussi à l'origine de plusieurs brochures sur les arts japonais, éthiopiens et africains et du premier tome d'une Histoire de l'UNESCO, chronique d'un grand dessein, paru en 1994.
En parallèle critique d'art moderne et contemporain au journal Le Monde (Monde des arts), chaque semaine de 1953 à 1975, il est l'auteur d'un Kandinsky, puis d'un Tinguely, sous le titre "l'énergétique de l'insolence".
Michel Conil Lacoste a épousé au Caire Rodolphina Tamvakos dont il a eu deux enfants. Sa fille, Élisabeth-Anne Conil-Lacoste Delesalle, née en 1956 à Paris, est une artiste du courant de l'abstraction géométrique qu'il a toujours soutenue dans son art.
Il meurt le 15 février 2004.

## Publications

### Livres
- Sauver Venise, Robert Laffont, 1971 (avec Louis-Jacques Rollet-Andriane).
- Kandinsky, collection « Les grands maîtres de la peinture contemporaine », Flammarion, 1979  (ISBN 978-3517007298) Éditions anglaise chez Clematis Press Ltd (1979), Easton Press (1982), Crown Publishers, Inc. (1988).
- Chronique d'un grand dessein - Unesco 1946-1993, les hommes, les événements, les accomplissements, Unesco, 1997  (ISBN 92-32-02878-6) Traductions en anglais, italien...
- Tinguely : L'énergétique de l'insolence, Éditions de la Différence, 302 p., 2007 (2e édition)  (ISBN 978-2729116729) (présentation en ligne).
- Yonel Lebovici, 1937-1998, Éditions 15 Square de Vergennes / Gallimard, 2004  (ISBN 978-2951938700).

### Catalogues d'expositions
- Gérard Singer, Galerie Lorenceau, Paris, octobre-novembre 1959.
- Pierluca - Quinze sculptures sur le thème de la lacération, Galerie XXe siècle, Paris, mai-juin 1963.
- Joe Downing, Stone Gallery, Newcastle upon Tyne, octobre-novembre 1963.
- Europaïsche Plastik der Gegenwart, Hans E. Günther, Stuttgart, 1966 (avec Marianne Adelmann).
- Kandinsky - Rétrospective des dessins, 1886-1944, Galerie Dina Vierny, Paris, octobre 1975.
- Phenomena - Paul Jenkins, Galerie Karl Flinker, Paris, 1976.
- Béatrice Casadesus - Faire le point, Musée des Beaux-Arts et de la dentelle de Calais, avril-mai 1977 ; Musée Sainte-Croix de Poitiers, juin-août 1977.
- Juan Carlos Langlois, Fondation Calouste-Gulbenkian, Lisbonne, novembre-décembre 1982 (avec Léopold Sédar Senghor).
- Michel Conil-Lacoste, « Tinguely-Klein ou l'art superlatif », dans catalogue d'exposition (ouvrage collectif, préface de Dominique Bozo) Yves Klein, Musée national d'art moderne, Paris, mars-mai 1983.
- Eduardo Jonquieres, Espace latino-américain, Paris, octobre 1986 (avec Gérard Xuriguera).
- Michel Butor, Michel Conil-Lacoste (texte : « Les "réitérations" de Bernard Saby », p. 186), Natanaël Chatelain, Armand Gatti, Édouard Glissant, Jean-Guichard-Mieli, Alain Jouffroy, André Pieyre de Mandiargues, Claude Roy, Patrick Waldberg, Saby variations, éditions La parole errante / exposition à la Maison de l'arbre, Montreuil, 2013.

### Bibliophilie
- Pascal Payen-Appenzeller, Michel Conil-Lacoste et Gilbert Lascault, L'écriture, lithographies originales d'Élisabeth Delesalle, cinquante exemplaires numérotés, IDEM éditeur, Paris, 2016.

### Articles (sélection)
- « À travers les galeries » (sur Reynold Arnould), Le Monde, 22 janvier 1954.
- « The American artist in Paris » (sur Loïs Frederick), The New York Times, 8 janvier 1956.
- « Germaine Richier ou la confusion des règnes », Cahier du Sud, Marseille, février 1957.
- « Le sculpteur Berto Lardera, découpeur d'espace », L'Œil, n°37, 15 janvier 1958.
- « taille-douce sur la Butte - Atelier Lacourière : Picasso, Derain, Hartung, André Masson », L'Œil, n°39, 15 mars 1958.
- « Hajdu », L'Œil, n°41, 15 mai 1958.
- « Figures du jeu - Anciennes cartes à jouer », L'Œil, n°48, 15 décembre 1958.
- « Arts de la soierie - Capitale : Lyon », L'Œil, n°51, 15 mars 1959.
- « L'Atelier 17 », L'Œil, n°53, 15 mai 1959.
- « Jean Le Moal », Le Monde, 5 juin 1959.
- « Le peintre Balthus veut rendre la villa Médicis à sa pleine vocation culturelle par un rapprochement des disciplines », Le Monde, 17 février 1961.
- « Comment Philæ sera sauvée », Le Courrier de l'Unesco - Une fenêtre sur le monde, vol.14, n°10, 1961 (consulter en ligne).
- « La démarche de Bernard Réquichot », Le Monde, 15 décembre 1961.
- « Oscar Chélimsky - Nouvelles situations », revue XXe siècle, n°18, 1962.
- « Yves Klein », Le Monde, 9 juin 1962.
- « Musées "nouveau modèle" - Arts et traditions populaires », Le Monden 21 septembre 1962.
- « Éclectisme et confort visuel », Le Monde, 1er novembre 1963 (consulter en ligne).
- « À travers les galeries », Le Monde, 31 janvier 1964.
- « Emanuel Proweller », Le Monde, 1er juin 1964.
- « Les trois entêtés » (sur Emanuel Proweller), Le Monde, 30 octobre 1964.
- « Philippe Hosiasson », Le Monde, 3 juin 1966.
- « Proweller, le courage du sujet », Le Monde, 16 mars 1968.
- « Vingt ans d'activité de l'Unesco dans le domaine des sciences sociales », Revue française de sociologie, n°IX, 1968 (consulter en ligne).
- « Les éblouissements raisonnés du peintre », Le Monde, 23 avril 1970 (consulter en ligne).
- « L'héritage de la peinture dans le "regard du sourd" », Le Monde, 10 juin 1971 (consulter en ligne).
- « Francis Bacon, le paradoxe du magique et du suave », Le Monde, 3 novembre 1971. Michael Peppiatt restitue dans sa biographie de Francis Bacon que l'épithète "suave" employé par Michel Conil-Lacoste enchanta l'artiste pour qui ce mot évoquait le bruissement de la soie[3].
- « Á la Galerie Darthea-Speyer : Caroline Lee en "inox" et "alu" », Le Monde, 1er décembre 1971 (consulter en ligne).
- « Spoerri, le réalisme du tel quel », Le Monde, 23 février 1972.
- « Le naturel de Proweller », Le Monde, 23 mars 1973.
- « L'ouvrage brut de Jean Dubuffet », 'Le Monde, 28 septembre 1973.
- « Variations dur un cube - Le tire-ligne de Manfred Mohr », Le Monde, 3 juillet 1975 (consulter en ligne).
- « La vocation parallèle » (sur Henry Miller), L'Arc, n°97, 2e trimestre 1985.
- « Avec Gérald Tchicaya, figure familière de notre région, disparaît un grand écrivain africain », Le Brayon (Seine-Maritime), 7 juin 1988.